# Jon Rognlien
Jon Aas Rognlien (Oslo, 28 giugno 1960) è un critico letterario norvegese, oltre che traduttore dall'inglese, dallo svedese, e dall'italiano, noto per la traduzione di opere di autori italiani come Umberto Eco, Roberto Saviano, Niccolò Ammaniti, Andrea Camilleri e per la scrittura dei sottotitoli in norvegese di oltre 100 film.

## Biografia
Rognlien ha studiato come Candidatus philologiæ in letteratura italiana all'Università di Oslo laureandosi con una tesi sull'universo dell'immaginario di Federico Fellini alla luce della Divina Commedia di Dante Alighieri e altre rappresentazioni classiche di catabasi (viaggio nell'oltretomba): "Il dolore della città, una passeggiata negli strati più bassi dei film di Federico Fellini" («Smertens by, en tur i de nedre skiktene av Federico Fellinis filmer»).
Ha tradotto in norvegese (dall'inglese, dallo svedese, o dall'italiano) libri di Dave Eggers, Paul Auster, Sam Shepard, Andrew Miller, Tennessee Williams, Umberto Eco, Roberto Saviano, Niccolò Ammaniti, Andrea Camilleri, oltre ad aver sottotitolato in norvegese più di un centinaio di film al cinema , la maggior parte per Arthaus, Fondazione per la cinematografia (tra cui La stazione di Sergio Rubini del 1990, il primo film italiano da lui affrontato).
Dal 1979 al 1983 è stato impiegato in posizione part-time come segretario di redazione di Gateavisa ("Il giornale della strada"), una rivista simile a un giornale, assimilabile all'italiana Frigidaire. Dal 2003 ha lavorato per Kaderprosjektet come ricercatore sul fenomeno movimentista del maoismo norvegese e internazionale degli anni settanta e ottanta del Novecento. Dal progetto è scaturita una pubblicazione nel 2009, Den store ml-boka, una raccolta di saggi edita da Kagge Forlag (ISBN 978-82-489-0877-7), che si fonda sulla raccolta di un'ampia documentazione e su oltre 160 interviste, scritta con l'assistenza di Nikolai Brandal, storico delle idee e dei movimenti politici totalitari, a cui si devono anche alcuni contributi all'opera.
Come critico letterario, è stato associato a Klassekampen ("Lotta di classe", pubblicazione della sinistra radicale norvegese che si definisce come "giornale della sinistra"), al settimanale Morgenbladet ("Giornale della sera"), al tabloid Dagbladet, e a NRK P2, il secondo programma dell'azienda televisiva di stato Norsk rikskringkasting (NRK).